# Travecy
Travecy település Franciaországban, Aisne megyében. Lakosainak száma 683 fő (2022. január 1.). Travecy Achery, Beautor, La Fère, Liez, Mayot, Remigny, Tergnier és Vendeuil községekkel határos.

## Népesség
A település népessége az elmúlt években az alábbi módon változott:
| Lakosok száma | 811  | 671  | 614  | 614  | 685  | 684  | 670  | 658  | 658  | 683  |
|               | 1968 | 1982 | 1990 | 2006 | 2013 | 2015 | 2017 | 2019 | 2020 | 2022 |